# Ley sobre accidentes del trabajo y enfermedades profesionales (Chile)
La Ley 16744, que establece normas sobre accidentes del trabajo y enfermedades profesionales, conocida simplemente como Ley sobre accidentes del trabajo y enfermedades profesionales, es una ley chilena que creó un seguro social obligatorio contra riesgos de accidentes del trabajo y enfermedades profesionales en Chile, promulgada el 23 de enero de 1968 por el presidente Eduardo Frei Montalva, y publicada en el Diario Oficial el 1 de febrero del mismo año. Entró en vigencia tres meses después de su publicación en el Diario Oficial.
Esta ley constituye uno de los pilares del sistema de seguridad social en Chile. Ha sido objeto de reformas parciales en 1972, 1979, 1980, 1981, 1983, 1988, 1989, 1995, 1996, 2005, 2006, 2008 y 2011. Se ha anunciado una modificación por parte del Ejecutivo mediante mensaje enviado al Senado, a partir de una moción de senadores en donde se solicitaba la eliminación de la división entre empleados y obreros en la ley.

## Contenido
La ley establece en su artículo número 1 la obligación de la aplicación de esta ley, en donde se explica en posteriores artículos que por parte de las empresas de cualquier rubro corresponde el financiamiento y el cumplimiento de las disposiciones establecidas por esta ley, dirigidas a la protección de la salud y seguridad de los trabajadores y estudiantes, quienes están sujetos a esta ley, dispuesto por el artículo 2 de la presente ley, los cuales corresponden:
- Todos los trabajadores por cuenta ajena,  cualesquiera que sean las labores que ejecuten, sean  ellas manuales o intelectuales, o cualquiera que sea la  naturaleza de la empresa,  institución, servicio o persona para quien trabajen; incluso los servidores  domésticos y  los aprendices.

- Los funcionarios públicos de la Administración Civil del Estado, municipales y de instituciones  administrativamente descentralizadas del Estado.

- Los estudiantes que deban ejecutar trabajos que  signifiquen una fuente de ingreso para el respectivo plantel.

- Los trabajadores independientes y los  trabajadores familiares.

- Estarán protegidos también, todos los  estudiantes por los accidentes que sufran a causa o  con ocasión de sus estudios o en la realización de su  práctica profesional.[nota 1]

La ley indica que la afiliación de un trabajador debe ser, dependiendo si en el caso de que la entidad empleadora se encuentra adherida a una mutualidad, será hecha a una caja de previsión, para los demás efectos por el ministerio de la ley. Para contratistas y subcontratistas, la empresa o faena será responsable en lo que concierne a cotización y afiliación de sus trabajadores.
Se define en esta ley, en los artículos 5 y 7, lo que es un accidente de trabajo como una enfermedad profesional respectivamente, para el cumplimiento de las normas que presenta la ley. El artículo 6 determina que los consejos de los organismos administradores son quienes otorgan los beneficios en caso de accidentes ocurridos debidos a fuerza mayor extraña que le impidiese realizar sus labores en el lugar del siniestro. El siguiente inciso indica que las empresas deberán integrar en el fondo de sistema provisional, como en el mismo, las sumas equivalentes a las prestaciones que ha debido otorgar por el cumplimiento de las normas generales sobre el seguro general de enfermedad o medicina curativa, invalidez no profesional o supervivencia, entregando de acuerdo a la norma correspondiente. 
El servicio de seguro social, el antiguo Servicio Nacional de Salud, quienes son actualmente los servicios de salud, Las antiguas cajas de previsión, a partir de 1980 a cargo de las Administradoras de Fondos de Pensiones y las mutualidades de empleadores, son aquellas entidades las cuales se encuentran encargadas de la administración del seguro social según lo escrito en su artículo número 8 de la presente. En conformidad a lo escrito en los artículos 9, 10, 11 y 12 se dan las directrices para que estos establecimientos puedan tener la facultad de administrar el seguro social. Como así que estas puedan existir respectivamente. En el artículo número 13, se indica el plazo de un año que tendrá el presidente de la república para entregar el Estatuto orgánico, por el cual se regirán las mutualidades. Dentro del mismo artículo señala que estas instituciones estarán dirigidas de forma paritaria por representantes de los empleados y la forma en que se habrá que elegir al presidente el cual deberá permanecer al directorio. La ley también entrega cuanto serán los montos destinados a gastos administrativos, de los ingresos destinados al seguro, el cual no será superior a un 10% según el artículo número 14 y colocando como monto mínimo un 5%, para las mutualidades. 
Esta ley se financia por medio de las siguientes fuentes de ingreso; Cotización Básica, cotización adicional, aumento de la cotización adicional por riesgo efectivo, multas, utilidades o Rentas de Inversiones en Fondos de Reserva y a través del derecho a repetir. Si las entidades empleadoras reducen de forma considerable los riesgos de accidentes de trabajo y enfermedades profesionales, se podrá solicitar una reducción de la tasa de cotización adicional o eximirse de esta. El caso de no integrar normas de higiene y seguridad o no cumplir satisfactoriamente con estas, se podrá aumentar la cotización adicional hasta un 100%. Estos aumentos y reducciones estarán sujetas conforme a lo que dicte la mutualidad de empleadores y por los servicios de salud que corresponda. Esto pudiendo ser reclamado por parte de las empresas a la superintendencia de seguridad social.
Se establecen categorías en que el trabajador puede padecer, debido a daños causados por accidentes de trabajo y enfermedades profesionales, para que les sean otorgadas las prestaciones pecunarias hasta la curación total de la persona sujeta a estas o mientras subsistan los síntomas debido a estos. de forma gratuita, señaladas en el artículo 29 del documento. Las categorías en que se clasifican según la gravedad del daño producido por los accidentes trabajo o enfermedades profesionales son las siguientes: 
- Incapacidad temporal
- Invalidez parcial
- Invalidez total
- Gran invalidez
- Muerte.

Los subsidios que otorga la ley son aplicables hasta la curación del paciente que está recibiendo el beneficio, o bien hasta la declaración de invalidez, definido esto último por la ley en su artículo 34 y establecido para esto grados de invalidez ya sea parcial, total o gran invalidez definidas en el artículo 37, 39 y 40. el subsidio será pagado incluyendo los días feriados, con una duración máxima de 52 semanas, prorrogable a nuevamente 52 semanas para un mejor tratamiento del accidentado. En el caso de que no se haya recuperado el accidentado en el plazo establecido por la ley, se presumirá como una invalidez su estado. El subsidiario se considera como activo en la institución de previsión social. El pago del subsidio puede ser suspendido si el paciente se negase a seguir con el beneficio, esta resolución puede ser reclamada ante el eje del área respectiva del servicio de salud, pudiendo apelar a la comisión médica de accidentes de trabajo y enfermedades laborales.
Las prestaciones de esta ley son otorgables a la descendencia o ascendencia, como también a su cónyuge, en caso de muerte del afecto, incluyéndose si este posee una invalidez bajo pensión. Dependiendo la edad de él o la cónyuge, será la asignación de la prestación, en caso de que este o esta sea mayor a 45, se le dará una pensión de un 50% de la pensión básica que hubiera recibido el afiliado en caso de que haya sufrido una invalidez total o en caso de que el fallecido recibiera una pensión antes del momento de su fallecimiento. La prestación es de forma vitalicia. En caso de que el o la cónyuge fuera menor a 45 años, recibirá una prestación durante el periodo de un año, prorrogable hasta el cuidado de su asignación familiar, si en el caso de que cumpliera los 45 años, esta prestación se transforma en vitalicia. En caso de que este o esta contraiga nuevas nupcias, podrá optar a la opción de que se le asignen por 2 años la pensión correspondiente, cesando a su vez el otorgamiento de la pensión que estuviera recibiendo. La madre natural de los hijos del afiliado fallecido, podrá recibirá el 30% de la pensión asignada en caso de que haya recibido una invalidez total. Los hijos que sean menores a 24 años tendrán derecho a un 20% de la pensión del fallecido en caso de que hubiera recibido una asignación de invalidez total. Se indica en la ley que si el descendiente carece de padres, recibirá una pensión que aumentará en un 50%. Se señala en la ley que las pensiones nunca deberán superar el 100% de la pensión total que el fallecido hubiera recibido en caso de que este hubiera sufrido una invalidez total.
Se estipula que los responsables de declarar, evaluar y realizar una revaluación de una invalidez, corresponde a los ministerios de salud, como así las mutualidades en caso de afiliación, indicándose que para estos últimos se regirá por la misma aplicación legal, al igual que los otros organismos administradores de la ley. La ley dispone las condiciones por las cuales se regirán los organismos para declarar una incapacidad permanente; La cual se hará por medio de su incapacidad de trabajar en proporción de sus fuerzas, capacidad y formación, siempre que la persona se encuentre en la misma localidad como así una remuneración equivalente al salario que gana una persona sana, como se indica en el artículo 59. Se formaliza que para la determinación de incapacidades permanentes, se regirá por el reglamento las clasificaciones y se asignarán un porcentaje de incapacidad el cual se dará un porcentaje máximo y mínimo. El encargado de determinar el porcentaje será el médico de los servicios de salud o mutualidad en el caso de que no sea el primero. Se estimarán los factores de edad, sexo y profesión del adherido a los servicios, para determinar el porcentaje.
La ley señala que las prestaciones que se deberán pagar debido a una revaluación, se designa a los fondos de pensiones correspondiendo a invalidez no profesional del organismo al que se encontraba afiliado. En el caso de que se estaba pagando una pensión de forma periódica, se deberá concurrir al pago de una prestación con una suma equivalente al monto de dicha pensión. Las declaraciones de incapacidad son revisables en caso de que exista mejora, error o agravación en diagnóstico realizado, mediante esto, se determinarán el derecho a pago, o se aumentará o disminuirá su monto. Invitando a que la revisión se realice a petición de la persona interesada según estipule el reglamento. Se determina que los invalidos deberán someterse a examen cada dos años durante el lapso de los primeros 8 años de pensión que reciba el adherido, dependiendo el reglamento, se determinarán la frecuencia de los nuevos exámenes, una vez que haya pasado el plazo de 8 años.  
El servicio nacional de salud será el responsable en la fiscalización y la supervigilancia de la prevención, higiene y seguridad,  de todos los sitios de trabajo en cualquiera de las actividades que se realicen. Como así también se le otorga al servicio nacional de salud, la capacidad de fiscalizar las instalaciones médicas, como así la forma, condiciones que se otorgan las prestaciones y calidad de las actividades de prevención de los demás organismos administradores del seguro. 
Se establece en la presente ley que para faenas o industrias en donde trabajen más de 25 trabajadores, se procederá a crear un comité paritario de higiene y seguridad, el cual se regirá por los procedimientos que se señalan en el artículo 66, y en donde se indica además, que los representantes del comité deberán ser elegidos por los trabajadores de la faena. En empresas mineras, industriales o comerciales en donde existan más de 100 trabajadores, se realizará un departamento de prevención de riesgos profesionales que estará a cargo por un experto en riesgos profesionales, formando además parte del comité paritario respectivo.
A las empresas o entidades se le otorga la responsabilidad de implementar todas las medidas de trabajo que reciban del Servicio Nacional de Salud u organismo administrador. Se indica que el caso de que exista incumplimiento de estas medidas será sancionado por el Servicio Nacional de Salud, a través de multas y sancionas previstas en el Código Sanitario de Chile, como en las demás disposiciones legales. Las empresas serán las responsables de entregar los implementos de protección necesario, sin cobrar valor de aquellas. En el caso de que no existan cumplimiento de esto, serán sancionados. El Servicio Nacional de Salud queda facultado para clausurar recintos que signifiquen un riesgo para la salud. 
Si existiese un accidente o enfermedad que se deba a culpa o dolo de la entidad empleadora o tercero, se deberán regir por las reglas que entrega en artículo 69. En caso de que la enfermedad ocurra debido a negligencia inexcusable de parte de un trabajador, se procederá a la aplicación de multa, por parte del comité partitario determinar si el accidente es una negligencia inexcusable. 
Las entidades empleadoras son las responsables de entregar la autorización para la asistencia del trabajador a los exámenes de control tanto por los organismos administradores como los servicios médicos, las horas entregadas para tal cometido serán consideradas como horas trabajadas, para efectos legales. A trabajos en que existe riesgo de neumoconiosis, se realizarán controles radiológicos semestrales a ellos.
En el título octavo, se define lo que es la administración delegada y las condiciones que necesitan las empresas para poder adquirir el título como tal. Se les otorga la posibilidad de los organismos administradores de convenir con organismos intermedios o de base por administraciones delegadas, algunas de sus funciones, en donde se señala las prestaciones médicas y pecuniarias. Las administraciones delegadas son supervigiladas por el Servicio Nacional de Salud y por la Superintendencia de Seguridad Social. La responsabilidad de la autorización de la administración delegada son por parte de la Superintendencia de Seguridad Social previamente a un informe al Servicio Nacional de Salud. Desde los artículos 75 a 78 se establecen los recursos y procedimientos de la administración delegada. Los artículos 79 a 80, se describen la sanciones y la prescripción.
En el artículo 81 se indica la fusión que se le conserve a la Caja de Accidentes de Trabajo y el Fondo de Garantía que administra esta con el Servicio de Seguro Social, nombrándolo como su continuador legal. Se señala que los muebles como los inmuebles serán destinados al Servicio de Seguro Social como al antiguo Servicio Nacional de Salud. Para tales transferencias la ley fija que serán exentas de impuesto las transferencias ya mencionadas como así también los pagos de derechos notariales y de inscripción. funcionarios de la Caja de Accidentes de Trabajo dedicados a la atención médica, hospitalaria y técnica de salud, higiene y seguridad industrial como así también el personal que trabaja en las Secciones de Accidentes de Trabajo y Administrativa de Accidentes de Trabajo, pasará a incorporarse al antiguo Servicio Nacional de Salud o el Servicio Nacional de Salud para el caso de los 2 últimos. Como así el resto del personal se incorporará a la planta del Servicio de Seguro Social. La ley ordena que la transferencia no podrá sufrir modificaciones en cuanto reducción de remuneraciones, grados o categoría, como así también la supresión de personal o el régimen previsional y de asignaciones familiares. Se entrega el plazo de 2 años para su representación ante el Consejo del organismo previsional.